# Жахаев, Айбол Жаксыгалиулы
Айбол Жаксыгалиулы Жахаев (каз. Айбол Жақсығалиұлы Жақаев; 15 декабря 1996, Кзыл-Орда, Казахстан) — казахстанский футболист, полузащитник.

## Клубная карьера
Футбольную карьеру начинал в 2016 году в составе клуба «Кайсар». 18 марта 2017 года в матче против клуба «Шахтёр» Караганда дебютировал в казахстанской Премьер-лиге (1:0).
19 апреля 2017 года в матче против клуба «Иртыш» Павлодар дебютировал в кубке Казахстана (2:3).

## Клубная статистика
| Игровая карьера | Игровая карьера | Игровая карьера | Лига | Лига | Кубок | Кубок | Межд. | Межд. | Др. | Др. |
| --------------- | --------------- | --------------- | ---- | ---- | ----- | ----- | ----- | ----- | --- | --- |
| 2016            | Кайсар          | Б               | 16   | 0    | 1     | 0     | —     | —     | —   | —   |
| 2017            | Кайсар          | А               | 8    | 0    | 1     | 0     | —     | —     | —   | —   |
| 2017            | Байконур        | Б               | 2    | 0    | —     | —     | —     | —     | —   | —   |
| 2018            | Кайсар          | А               | 2    | 0    | 1     | 0     | —     | —     | —   | —   |
| 2018            | Байконур        | Б               | 10   | 0    | —     | —     | —     | —     | —   | —   |
| 2019            | Байконур        | Б               | 23   | 8    | —     | —     | —     | —     | —   | —   |
| 2020            | Байконур        | Б               | 12   | 1    | —     | —     | —     | —     | —   | —   |
| 2021            | Кайсар          | А               | 1    | 0    | —     | —     | —     | —     | —   | —   |
| 2021            | Байконур        | Б               | 16   | 2    | —     | —     | —     | —     | —   | —   |
| 2022            | Байконур        | Б               | 10   | 0    | 1     | 0     | —     | —     | —   | —   |